# Casa Branca (São Paulo)
Pour les articles homonymes, voir Casa Branca.
Casa Branca est une ville brésilienne de l'État de São Paulo. Sa population est de 28 083 habitants.

## Situation
Située sur latitude de 21° 46′ 26″ sud et une longitude de 47° 05′ 11″ d'ouest, et une altitude de 684 mètres.

## Histoire
En 1728, les terres de Casa Branca sont un lieu de passage des voyageurs qui vont vers la route des Guaizes, et elle devient commune Casa Branca. En 1814, elle est élevée à freguesia de Nossa Senhora das Dores de Casa Branca, dans le territoire de Mogi Mirim. En 1841, elle est élevée au rang de municipalité, et de ville en 1872, quand elle aussi un important centre ferroviaire. C'est une des premières villes du Brésil à recevoir l'énergie électrique.

## Démographie
| Évolution de la population (municipalité) | Évolution de la population (municipalité) | Évolution de la population (municipalité) | Évolution de la population (municipalité) |
| Année                                     | Population                                |                                           | %±                                        |
| ----------------------------------------- | ----------------------------------------- | ----------------------------------------- | ----------------------------------------- |
| 1920                                      | 26 397                                    |                                           |                                           |
| 1940                                      | 21 993                                    |                                           | −16,7%                                    |
| 1950                                      | 21 123                                    |                                           | −4,0%                                     |
| 1960                                      | 17 401                                    |                                           | −17,6%                                    |
| 1970                                      | 18 170                                    |                                           | 4,4%                                      |
| 1980                                      | 21 744                                    |                                           | 19,7%                                     |
| 1991                                      | 25 308                                    |                                           | 16,4%                                     |
| 2000                                      | 26 800                                    |                                           | 5,9%                                      |
| 2010                                      | 28 307                                    |                                           | 5,6%                                      |
| 2022                                      | 28 083                                    |                                           | −0,8%                                     |
| ,                                         |                                           |                                           |                                           |

## Curiosités
Casa Branca a un phénomène d'érosion appelé voçoroca, émergent grands cratères de la terre.
Une grande partie des rues sont en pierre, spécialement dans le centre de la ville.